# Awata no Mahito
Awata no Mahito (粟田 真人 Túc Điền Chân Nhân, ? – ngày 28 tháng 2 năm 719) là một nhà quý tộc và nhà ngoại giao Nhật Bản cuối thời Asuka và đầu thời Nara.

## Tiểu sử
Mahito được sinh ra trong nhà Awata, xuất thân từ gia tộc Wani (和珥氏) và gia tộc Kasuga (春日氏) và quê quán ở tỉnh Yamashiro.
Năm 681, Mahito được ban tước vị Tiểu cẩm hạ (小錦下 shōkin-ge), tương ứng với trật Tòng ngũ vị hạ (従五位下 ju go-i no ge) theo Ritsuryō (Luật lệnh). Nhờ góp phần chế định yakusa no kabane (Bát sắc tính) vào năm 684, ông được ban hiệu là Ason (Triều thần). Năm 689, ông trở thành phó thủ hiến Dazaifu (Đại Tể phủ). Ông từng có nhiều năm kinh nghiệm làm quan tiếp tân nghênh đón quốc khách từ các nước khác đến thăm Nhật Bản. Ông còn tham gia vào kế hoạch soạn thảo Taihō ritsuryō (Đại Bảo luật lệnh) cùng với Hoàng tử Osakabe và Fujiwara no Fuhito, và năm 701 được thăng chức lên làm người đứng đầu Dân Bộ Tỉnh (民部省). Mahito cũng được bổ nhiệm làm nhà ngoại giao chính trong Khiển Đường sứ (遣唐使 Kentōshi), nhận thanh kiếm mang tính nghi lễ Tiết đao (節刀 settō) từ tay Thiên hoàng Tenmu như một biểu tượng cho chiếu chỉ của Thiên hoàng. Đây là ví dụ đầu tiên về một thanh kiếm như vậy được ban tặng, và hành động này sẽ được lặp lại cho các Khiển Đường sứ và các tướng lĩnh quan trọng về sau.
Khoảng giữa năm 702, ông được thăng cấp sangi (Tham nghị), và một tháng sau đó khởi hành sang nhà Đường bên Trung Quốc, cùng với Yamanoue no Okura và nhà sư Dōji (道慈) (Đạo Từ) mang theo bộ luật lệnh Taihō. Đây là sứ đoàn Nhật chính thức đầu tiên đến Trung Quốc kể từ khi hai bên đối địch trong cuộc xung đột tại trận Bạch Giang. Ngoài việc khôi phục các mối quan hệ bình thường, sứ đoàn cũng cho phép tiếp tục duy trì luật lệnh, và tạo cơ hội thông báo cho phía Trung Quốc biết về việc đổi tên gọi nước mình từ Yamato (倭) (Hòa) sang Nihon (日本) (Nhật Bản). Đặt chân đến Trường An vào năm sau, nhóm sứ giả được vào triều yết kiến Võ hậu (lúc này là Tắc Thiên Hoàng đế triều Võ Chu). Người Trung Quốc đánh giá Mahito là một sứ giả thông thái và lịch lãm, am hiểu tường tận điển tịch Trung Hoa, nhờ vậy mà ông được trao một chức vụ tạm thời trong triều đình của Nữ hoàng đế.
Năm 704, sứ đoàn trở về Nhật Bản, cùng với một số người Nhật bị bắt làm tù binh kể từ trận Bạch Giang. Mahito nhờ lập công lớn mà được triều đình ban thưởng đất đai ở tỉnh Yamato. Ông mau chóng thăng cấp lên chūnagon (Trung nạp ngôn) để đưa kiến thức học được từ Trung Quốc đem ra áp dụng trong kế hoạch cho cuộc cải cách Keiun nhằm sửa đổi luật lệnh cho phù hợp tình hình lúc bấy giờ.
Những năm cuối đời, khi bước chân vào chốn tu hành, ông tiếp nhận pháp danh Dōkan (道観) (Đạo Quan). Ông giữ các chức vụ cao hơn, bao gồm trưởng quan Dazaifu (Đại Tể súy), trước khi thăng trật lên Chánh tam vị (正三位 shō san-mi) vào năm 715, rồi ít lâu sau lâm bệnh nặng qua đời năm 719.